# Verbascum pozanticum
Verbascum pozanticum är en flenörtsväxtart som beskrevs av Hub.-mor.. Verbascum pozanticum ingår i släktet kungsljus, och familjen flenörtsväxter. Inga underarter finns listade i Catalogue of Life.